# Pontus Segerström
Pontus Hans Segerström, född 17 februari 1981 i Stockholm, död 13 oktober 2014, var en svensk fotbollsspelare (försvarare), som spelade för bland annat IF Brommapojkarna.

## Karriär
Segerström kom till den norska fotbollsklubben Stabæk (och skrev på ett kontrakt för säsongerna 2007 till och med 2010) efter att ha fostrats i Brommapojkarna, spelat ett halvår i danska Odense och spelat två säsonger i Landskrona BoIS.
Den 20 juli 2004 meddelade Odense BK att Segerström provspelade med klubben. Han skrev senare på ett halvårskontrakt med Odense. Den 29 november samma år meddelades det att han lämnade klubben för Landskrona BoIS. I Odense spelade han även matcher i Royal League.
Under första säsongen (2007) i Stabaek spelade Segerström nästan alla ligamatcher. Säsongen därpå var han fortsatt ordinarie fram till juli då en skada satte stopp för fortsatt spel resten av säsongen då laget lyckades vinna serien. Skadan innebar att han även missade inledningen av säsongen 2009. Efter att skadan läkts var han ordinarie i laget säsongen ut.
Under slutet av året 2009 ryktades det i media om en övergång till någon av de två allsvenska klubbarna IF Brommapojkarna eller Djurgårdens IF. Den 21 december 2009 tillkännagav Brommapojkarna att Segerström skrivit på ett treårskontrakt med klubben, vilket innebar en återförening för trion Segerström, Babis Stefanidis och Pablo Piñones-Arce som spelade tillsammans i Brommapojkarna säsongen 1998.
De sista fyra åren spelade Pontus Segerström i Brommapojkarna som mittback och var lagkapten.

## Privatliv
Segerström var gift och hade två söner. Den 11 augusti 2014 meddelades att Segerström drabbats av en hjärntumör. Natten till den 13 oktober 2014 avled han, 33 år gammal, till följd av sviterna av hjärntumören. 

## Meriter
- Ligaguld i Norge 2008 med Stabæk.[1]

## Seriematcher och mål
- 2012 (2): 29 / 2
- 2011 (2): 29 / 1
- 2010 (1): 27 / 1 (i BP)
- 2009 (1): 14 / 0
- 2008 (1): 11 / 0
- 2007 (1): 23 / 1 (i Stabaek)
- 2006 (2): 26 / 3
- 2005 (1): 24 / 2 (i Landskrona)
- 2004–05 (1): 8 / 0 (Odense)
- 2004 (2): 14 / 1 (i BP - lämnade under sommaren)
- 2003 (2): 28 / 0
- 2002 (2): 27 / 0
- 2001 (3): 19 / 1
- 2000 (3): 18 / 0
- 1999 (2): 19 / 0
- 1998 (3): 1 / 0

Parentesen avser division.